# Hébécrevon
Hébécrevon foi uma comuna francesa na região administrativa da Normandia, no departamento da Mancha. Estendia-se por uma área de 13,39 km². Em 2010 a comuna tinha 1 837 habitantes (densidade: 137,2 hab./km²).
Em 1 de janeiro de 2016, passou a formar parte da nova comuna de Thèreval.